# Сунчев систем
Сунчев или Соларни систем чини Сунце и сва небеска тела која су гравитационо везана за њега. Сунчев систем је подручје у васиони где је његова гравитациона сила доминантна, тј. већа од гравитационих сила других звезда и Галаксијa. Небеска тела која припадају Сунчевом систему су: планете, њихови природни сателити и мала тела Сунчевог система. У мала тела Сунчевог система спадају: астероиди, објекти у Којперовом појасу, комете, метеороиди и међупланетарна прашина. Систем садржи 8 планета, 3 патуљасте планете, више од 200 њихових природних сателита, те мноштво ситних тела: комета, планетоида, тела Којперовог појаса, метеороида и међупланетна прашина. Сунчева плазма испуњава хелиосферу, а гравитацијски се утицај шири до подручја Ортовог кометског облака (Јан Хендрик Орт), који се налази ближе од суседних звезда. Осам планета разврстано је у две групе, унутрашњу или терестричку, где се налазе Земља и њој сличне 3 планете (Меркур, Венера и Марс), и спољашњу или јовијанску, с Јупитером и њему сличним дивовским планетама Сатурном, Ураном и Нептуном. Унутрашња је група стеновита, с танким атмосферским слојем (без њега је једино Меркур). Јовијанске су планете гасовите с малом стеновитим језгром, и њихов састав је сличан саставу протопланетног облака из којега су планете настале. Хемијски састав Јупитера готово је идентичан Сунчевом. Разлика између те две групе планета последица је развоја у којем је зрачење младог Сунца загрејало језгра ближих планета и очистило их од лако испаривих елемената. Добивши тако чврсту површину, на њој се геолошким процесима развила секундарна атмосфера од претежно угљен-диоксида (Венера и Марс) и терцијарна атмосфера Земље од азота и кисеоника. Све планете осим Земље прозване су по грчким римским божанствима.
Патуљасте планете су према одређењу Међународног астрономског савеза из 2006, Церес, који је највеће тело главнога планетоиднога појаса, као и Плутон и Ерида, који су највећа транснептунска тела. Ерис је откривен 2003. године и има пречника у опсегу од 2 400 до 3 000 km, већи је од Плутона и заједно с пратиоцем Дисномијом међу најдаљим је познатим члановима Сунчева система (средња удаљеност од Сунца 67,7 астрономских јединица или АЈ). Главни планетоидни појас је смештен у подручју између Марса и Јупитера, садржи мала чврста тела грађена од стена и метала. Та се тела развијају сударима, а крећу се око Сунца истим смером као и планете, али су им стазе издуженије, због чега неки одлазе даље од Сатурна или се приближавају Сунцу ближе од Меркура. Због интензивног праћења и побољшања мерних метода, у новије је доба откривен знатан број планетоида који пролазе покрај Земље.
Ближа транснептунска тела крећу се у близини еклиптичке равнини, док су даља више распршена па се деле у Којперов појас (Џерард Кајпер) и у распршени диск. Грађена су од стена и леда. Претежно залеђена тела, с уделом прашине, су комете, мањи део којих се налази у подручју дивовских планета (краткопериодне комете), док већина пристиже из Ортовог облака и има периоде од више хиљада година (дугопериодне комете). Изграђене су од залеђене материје, комете воде порекло из простора иза Нептуна. Комете у пролазу близу Сунца развијају кому и реп те се поступно распадају. Остареле комете без испарљиве материје наликују планетоидима.
Настанак и развој Сунчевог система објашњаван је посљедњих неколико векова низом козмогонијских хипотеза и теорија. Постојећи подаци доказују да су планете формиране од материје присутне у међузвезданом облаку од којега је настало и Сунце пре 4,65 милијарди година. Тела мање масе и она удаљенија од Сунца брже су се хладила, због чега је старост најстаријих стена појединих тела различита (на пример на Месецу 4,45 милијарди година, а на Земљи 3,7 милијарди година). Удаљене планете и њихови сателити брже су постигли садашњу ниску температуру па су гравитацијском силом привукли гас из маглине. Да се избегла забуна, други системи називају се планетарним системима. У већини других језика назив је изведен из лат. Sol, што је латинско име за Сунце.

## Настанак Сунчевог система
Према данашњем схватању, пре око 4,6 милијарди година настао је Сунчев систем. Постанак и развој планетарног система одвијао се у неколико корака објашњених у Кант-Лапласовој теорији. Имануел Кант (1724-1804) је замислио (Општа природна историја и теорија неба, 1755) да је наш свет настао механички, по природним законима, из маглине (огромног облака ситне материје). Кантову замисао пред крај XVIII века надоградио је и детаљније описао Пјер Симон Лаплас (1749-1827) у Приказ система света (1796). Према том објашњењу Сунчев систем настао из огромног међузвезданог облака који је почео да се полако обрће око своје осе и добијао спљоштени облик диска. Почетно споро обртање диска космичке материје се убрзавало према импулсу, а све брже обртање диска доводило је до јачања центрифугалне силе и на рубу диска део тог облака материје се одвојио,али је и даље кружио око главне масе у диску. Материјал у том рубном прстену, настајућег Сунчевог система, под дејством привлачења (гравитације) окупљао се око највеће масе у њему и настајала је једна планета, али главни диск материје у средишту поново је убрзао своје обртање и дошло је до одвајања новог прстена од кога је после настала нова планета. Процес се понављао док није настао садашњи Сунчев систем. Зависно од материјала од која су настале, планете и њихови већи сателити пролазе кроз геолошки развој. Садашње стање тела у планетном систему је последица начина настанка и развоја који је следио након постанка.
Судећи по развоју звезда, Сунчев систем је настао из међузвезданог материјала који се налазио у спиралном краку наше Галаксије (Млечни пут). Хладни облаци гаса и праха постоје у галактичкој равни и данас, много година након настанка првих звезда Галаксије. Да би се ти облаци претворили у звезде, гравитациона сила мора надјачати тежњу гаса да се шири (експандира). Да би гравитацијско привлачење надвладало, густину облака оно мора при датој температури прећи неку критичну вредност. Развијена су два модела по којима долази до повећања густине: улазак међузвезданог облака у подручје спиралног крака галаксије или појава супернове у непосредној близини. Изучавање галаксија показује да је у краковима међузвездана материја веће густине него изван кракова, па се с уласком облака у спирални крак облак успорава и сабија. С друге стране, супернове ударним таласима збијају међузвездану материју. У случају нашег система постоји евиденција да је дошло до експлозије супернове. У угљоводоничним метеоритима нађени су изотопи који су потомци радиоактивних елемената кратког времена живота, а који се производе у току експлозије супернове. Према броју атома изотопа процењено је да је од појаве супернове, до стврдњавања метеоритског материјала, прошло од неколико милиона до неколико десетина милиона година.

### Прасунчева маглина
Приликом одвајања од других делова међузвезданог облака прасунчева маглина задржава галактичко магнетско поље - важно својство међузвезданог простора, а задржава и динамичко стање у којем се облак налазио. Прасунчева маглина се зато при осамостаљењу врти (ротира), и у односу на средиште галаксије, и у односу на друге галаксије. Маглина наставља са урушавањем. Материја пада према средишту облака где настаје младо Сунце. Оно се због сажимања загрева и све јаче светли. Најјаче је загрејано у средишту, и ту се почињу јављати термонуклеарне реакције, које ће му давати енергију у дугом низу година. Сунце престаје са сажимањем тек када експанзивни притисак гаса порасте и изједначи се с хидростатичким притиском.
За време сажимања Сунца и сажимања целе маглине, а због сачувања угаоне количине кретања, Сунце и маглина се врте све брже. Што је диск пљоснатији, то се брже врти. Диск је тело осне симетрије и има једну особену раван - раван екватора. Оне честице које се још не налазе у екваторској равнини привлачи, осим Сунца, и већа маса која се већ налази у екваторској равни; честице „падају“ у раван екватора. То омогућују, и томе доприносе, нееластични судари међу честицама, јер се у току нееластичног судара смањује компонента брзине нормална на екваторску раван (слично се дешава код Сатурнових прстена). Такво понашање јаче је изражено код зрнаца праха него код слободних атома, па се прах врло брзо таложи у слој у екваторској равни; која је много тања од маглине. Стазе будућих планета ће бити ограничене ширином слоја па не морају да леже тачно у равнини Сунчевог екватора.
Незаобилазни динамички проблем развоја система означава пренос угаоне количине кретања са Сунца на планете. Будући да је најмасивнији део маглине, прасунце садржи највећу угаону количину кретања. Данас је 50 пута већа количина кретања садржана у револуцији планета него у ротацији Сунца, иако Сунце има масу 750 пута већу од масе свих планета. На један начин, количина кретања се може пренети магнетним пољем. Оно је усредсређено у средишњем гасном згуснућу, младом Сунцу и вектори сила излазе из њега у облику спирала, пролазећи кроз читав диск. Својство магнетског поља је да је оно заробљено у јонизованом гасу. Сунце је помоћу магнетског поља повезано с маглином и предаје јој енергију. Младо Сунце окретало се 100 пута брже. Сунчево окретање се преноси на маглину. Колико угаона количина кретања маглине порасте, толико се угаона количина кретања Сунца смањи. Због повећања угаоне количине кретања маглина се удаљава од Сунца.
Угаона количина кретања се може пренети и путем вртложних кретања у маглини. А знатна количина кретања могла је да се изгуби у простор губитком масе у облику Сунчевог ветра. Пренос угаоне количине кретања са Сунца на маглину има двојаку последицу. С једне стране у једном ће се тренутку изгубити веза маглине и Сунца и оно више неће моћи усисавати маглину. Друго, маглина поприма количину кретања коју ће пренети на тела која су у њој формирана, т.ј. на будуће планете.

### Небуларна теорија
Однос данашњих погледа на постанак планета према космолошким теоријама, као што је Кантова и друге је резултат искустава бројних истраживача, проверених непосредним подацима о физичком стању тела, о саставу њихових атмосфера, рељефу, хемијском и минералошкој структури, радиоактивном датирању, магнетском пољу, гравитацијском пољу. Од теорије Имануела Канта (1755) и Пјер Симон Лапласа (1796) преузета је идеја о настанку Сунца и планета из међузвездане маглине (небуларна теорија). Кант је пошао од идеје хладног облака прашине у којем се приликом гравитацијског сажимања ротација јавља сама од себе - што није могуће (унутрашње силе не могу од хаотичног кретања произвести уређено). Кант не иде даље од општих природословно-филозофских поставки. Лапласова теорија је прва математички обрађена теорија. Лаплас претпоставља да већ постоји усијана маглина која ротира те прати како се маглина хлади, згушњава и убрзава ротацију. Данашњи след аргумената је друкчији: маглина се не сажима због хлађења, већ због превласти гравитацијског привлачења, а притом се, уз убрзање ротације, гравитацијском енергијом загрејава. Када постигну брзину кружења, спољашњи делови маглине више не притискају на средишње делове. Постали су самостални и имају облик прстена. Средишња се маса даље сажима и тиме раздваја од прстена. Од прстена настају планете. Планете би тако морале настати поступним сажимањем средишње масе која за собом редом оставља прстенове. А сателити би морали настати истим процесом при убрзавању ротације планета, које су по Лапласу на почетку такође гасовите. Постоји још један битан недостатак теорије. Оставивши самосталан прстен, централна маса би при сажимању требало да задржи већи део угаоне количине кретања. Доказ против теорије је и кретање Сатурна и његових прстенова: унутрашњи делови Сатурновог прстена крећу се брже од Сатурнове површине; слично се и Фобос креће брже од Марсове површине. По данашњем тумачењу небуларне теорије маглина не долази у стање нестабилности због ротације. Осим тога, у одвојеном прстену пре ће доћи до ретроградне ротације планета него до директне. Теорије Канта и Лапласа напуштене су почетком 20. века углавном стога што нису успеле директно предвидети расподелу количине кретања.

## Својства Сунчевог система

### Небеска тела која чине Сунчев систем
- Сунце припада звездама спектралне класе Г2. Чак 99,86% масе целог Сунчевог система отпада на масу Сунца.
- Планете су највећа тела у Сунчевом систему и има их осам. Наводимо их према удаљености од Сунца, од најближег до најдаљег: Меркур, Венера, Земља, Марс, Јупитер, Сатурн, Уран и Нептун.
- Патуљасте планете су нова категорија небеских тела (уведена 2006. г.), које не испуњавају све критеријуме да би биле назване планете, али су сферична. Тренутно пет тела су проглашена патуљастим планетама: Церес у астероидном појасу између Марса и Јупитера, Плутон, Хаумеа, Макемаке у Којперовом појасу, и Ерис у расејаном диску.
- Природни сателити или месеци су већа тела која могу да круже око планета, патуљастих планета или астероида.
- Астероиди су мања тела која се доминантно налазе у главном астероидном појасу.
- Кентаури су објекти по физичким особинама између комета и астероида и налазе се у региону великих планета.
- Објекти у Којперовом појасу и расејаном диску су готово потпуно залеђена тела која се налазе иза Нептунове орбите.
- Комете су грудве леда и прашине које кад се приближе Сунцу почињу да се топе. Резервоар комета у Сунчевом систему је Ортов облак.
- Метеороиди су тела различитих величина и састава који се крећу у васиони и мањи су од астероида.
- Међупланетарна прашина је одговорна за појаву зодијачке светлости.
- Прашина и друга ситна тела круже око планета од чега настају планетарни прстенови.
- Свемирски отпад су комади или тела која су људског порекла и већином се налазе у орбити око планете Земље.

### Региони Сунчевог система
- Планетарни регион у којем се налазе свих осам планета. Простире се 30 АЈ од Сунца.
- Главни астероидни појас се налази између орбита Марса и Јупитера. У њему се налази већина астероида у Сунчевом систему и једна патуљаста планета, Церера.
- Којперов појас је у облику диска који се простире иза планете Нептун у ширини од 30 АЈ до 50 АЈ од Сунца. У њему се налазе 3 патуљасте планете.
- Расејани диск се наставља на Којперов појас и протеже се до неколико хиљада астрономских јединица од Сунца. У њему се налази једна патуљаста планета, мада је велика већина објеката у овом делу Сунчевог система још увек непозната. Понекад се расејани диск сматра делом Којперовог појаса.
- Ортов облак је сферични облак који се простире од 10.000 АЈ до 100.000 АЈ од Сунца. Верује се да је ова област извор комета.
- Хелиосфера је област у којој је притисак Сунчевог ветра јачи од притиска честица међузвезданог простора. Овај мехур око Сунца има полупречник нешто више од 100 астрономских јединица и завршава се негде у расејаном диску.

## Особине планета
Све особине и мере у доњој таблици су релативне у односу на планету Земљу, што значи значи да је: маса дата у масама Земље, велика полуоса у астрономским јединицама, орбитални период у годинама, а период ротације у данима.
| Планета | Пречник екватора | Маса | Велика полуоса | Орбитални период | Период ротације |
| ------- | ---------------- | ---- | -------------- | ---------------- | --------------- |
| Меркур  | 0,382            | 0,06 | 0,38           | 0,241            | 58,6            |
| Венера  | 0,949            | 0,82 | 0,72           | 0,615            | 243             |
| Земља   | 1,00             | 1,00 | 1,00           | 1,00             | 1,00            |
| Марс    | 0,53             | 0,11 | 1,52           | 1,88             | 1,03            |
| Јупитер | 11,2             | 318  | 5,20           | 11,86            | 0,414           |
| Сатурн  | 9,41             | 95   | 9,54           | 29,46            | 0,426           |
| Уран    | 3,98             | 14,6 | 19,22          | 84,01            | 0,718           |
| Нептун  | 3,81             | 17,2 | 30,06          | 164,79           | 0,671           |

## Особине патуљастих планета
Као и у претходној табели, све особине и мере су релативне у односу на Земљу.
| Патуљаста планета | Пречник екватора | Маса    | Велика полуоса | Орбитални период | Период ротације |
| ----------------- | ---------------- | ------- | -------------- | ---------------- | --------------- |
| Плутон*           | 0,24             | 0,0017  | 39,5           | 248,5            | 6,5             |
| Ерида             | 0,074            | 0,0028  | 67,7           | 557              |                 |
| Церера            | 0,19             | 0,00016 | 2,8            | 4,6              | 0,378           |
| Хаумеа            | 0,154            | 0,0007  | 43,3           | 285,4            | 0,167           |
| Макемаке          | 0,12             | 0,0007  | 45,8           | 309,9            |                 |

*Међународна астрономска унија је сврставала Плутон у планете од његовог открића 1930. до 2006. године.

## Сунце и планете
Сунце је веће од свих планета Соларног система. Највећа од њих Јупитер, има десет пута мањи пречник од сунца. Поред тога маса од које је формиран Сунчев систем сконцентрисана је 99,9‰ у Сунцу. Планете се обрћу око сунца по мање више кружним путањама, орбитама. Време које је потребно планетама да опишу ту орбиту називамо сидеричком револуцијом, сто је у случају земље 365 дана и 6 сати. Сидеричка револуција је различита за различите планете и зависи од тога колико је свака планета удаљена од Сунца. Најкраћа је Меркурова, која траје само 88 дана, док је најдужа Нептунова од 165 година.

#### Типови планета
Постоје две главне групе планета. Планете Земљиног типа (Маркур, Венера, Земља и Марс) су мале, структура им је метално–стеновита, а густина релативно велика, а са друге стране ту су гасовити џинови (Јупитер, Сатурн, Уран и Нептун) које су веома велике, имају малу густину и састоје се великим делом од водоника, хелијума и водоничних једињења, у разним агрегатним стањима.

#### Сунце
Сунце припада спектралној класи G2V. G2 означава да је температура на површини приближно 5.500 °C што му даје белу боју, мада се Сунце чини жуто због атмосферског расипања. Слово V (римски број 5) у ознаци спектралне класе показује да је Сунце звезда главног низа. Ово значи да оно генерише своју енергију нуклеарном фузијом језгара водоника у хелијум.
Сунце делимо на већи број слојева, према условима који у њима владају. Границе међу њима нису јасно оцртане и постоје прелазна подручја. Сунце нема чврсту површину, па се као границу на којој почиње атмосфера узима највиши слој који је још увек оптички непрозиран.
До четвртине полупречника Сунца простире се језгро, подручје високе температуре, око 15,6 милиона K и притиска 1016 Ра. У таквим условима одвија се фузија водоника у хелијум. Спајањем 4 протона (језгра атома водоника) настаје једно језгро атома хелијума (2 протона и 2 неутрона), при чему се ослобађају субатомске честице и енергија у облику гама-зрачења.
Сунчев ветар (соларни ветар) је струја честица избачених великом брзином из горњих слојева сунчеве атмосфере, углавном електрона и протона. Иако је овај губитак масе Сунца готово безначајан и густина сунчевог ветра мала, честице се крећу великим брзинама и изазивају видљиве учинке на телима у сунчевом систему. Познатији учинци сунчевог ветра су поларна светлост и усмеравање репа комета супротно од Сунца.
У близини Земље земљино магнетско поље заробљава честице сунчевог ветра и усмерава их према магнетним половима. Будући да се честице сунчевог ветра крећу брзинама од више стотина km/h, при судару са честицама у Земљиној атмосфери долази до јонизовања гаса и појаве светлости. Ова појава се уочава у поларним подручјима, због чега је добила име поларна светлост или Аурора бореалис.

## Земља
Земља је једна од осам планета у Сунчевом систему. Трећа је планета по удаљености од Сунца и највећа Терестричка планета у Сунчевом систему. Планета Земља има један природни сателит, Месец. За сада је једина позната планета на којој има живота.
Научници су успели да реконструишу детаљне информације о прошлости планете. Земља и друге планете Сунчевог система су се формирале пре 4,6 милијарди година од соларне маглине, масе прашине и гаса облика диска који су заостали након формирања Сунца. Земља је првобитно била растопљена маса, да би се потом формирао спољни омотач планете Земље (Земљина кора) услед хлађења. Истовремено са формирањем коре почела се акумулирати вода у атмосфери. Месец је настао убрзо након тога, вероватно као резултат судара објекта величине Марса са масом величине 10% масе Земље, познат као Теја. Нешто од масе се спојило са масом Земље а део је избачен у свемир, али довољно да би се формирао Месец. Астрономи су пронашли воду на егзопланети која је двоструко већа од Земље. Небеско тело К2-18 б може бити „најбољи кандидат за могуће насеље“, тренутно познато изван нашег Сунчевог система. Научници су покренули две свемирске мисије.